# Dean Roemmich
Dean Roemmich – amerykański oceanograf.
Był jednym z pierwszych proponentów sieci profilatorów Argo, które mierzą pionowe profile właściwości fizycznych oceanu: temperaturę, zasolenie i ciśnienie. 
W 2008 otrzymał Złoty Medal Sverdrupa,  najwyższą nagrodę  Amerykańskiego Towarzystwa Meteorologicznego za znakomite pomiary i prace przyczyniające się do zrozumienia wpływu oceanu na klimat. 
Pracuje w Instytucie Oceanografii Scrippsów.